# Múscul extensor curt del dit gros del peu
El múscul extensor curt del dit gros del peu (musculus extensor hallucis brevis), és una petita banda muscular que es troba al dors del peu. Té la funció de contribuir a l'extensió del dit gros i actua en sinergia amb el múscul extensor llarg del dit gros. La seva funció és antagònica a la del múscul flexor curt del dit gros i el múscul flexor llarg del dit gros.
S'origina en la regió posterior i lateral del calcani i forma un ventre muscular allargat que avança obliquament al dors del peu, fins a inserir-se en l'última falange del dit gros del peu.
La innervació la realitza el nervi peroneal profund.

## Galeria d'imatges

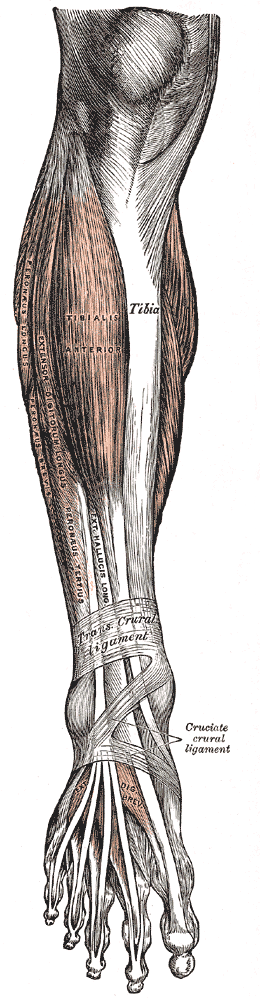
Músculs de la cama (vista anterior). L'extensor curt del dit gros apareix al centre.
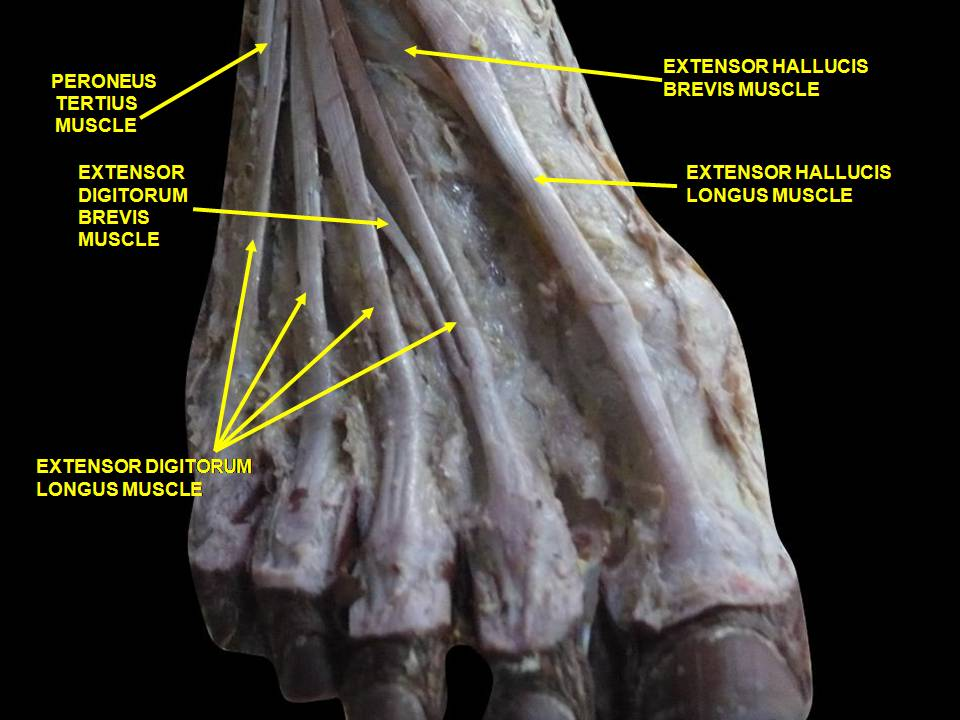
Dors del peu. Dissecció profunda.
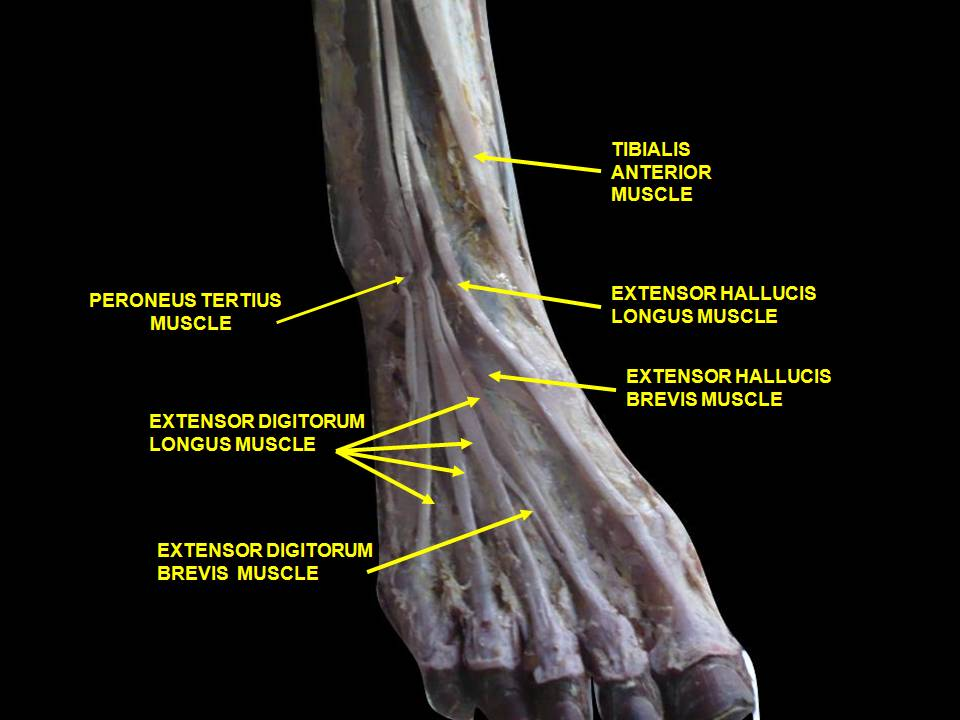
Dors del peu. Dissecció profunda.